# Steimatzky

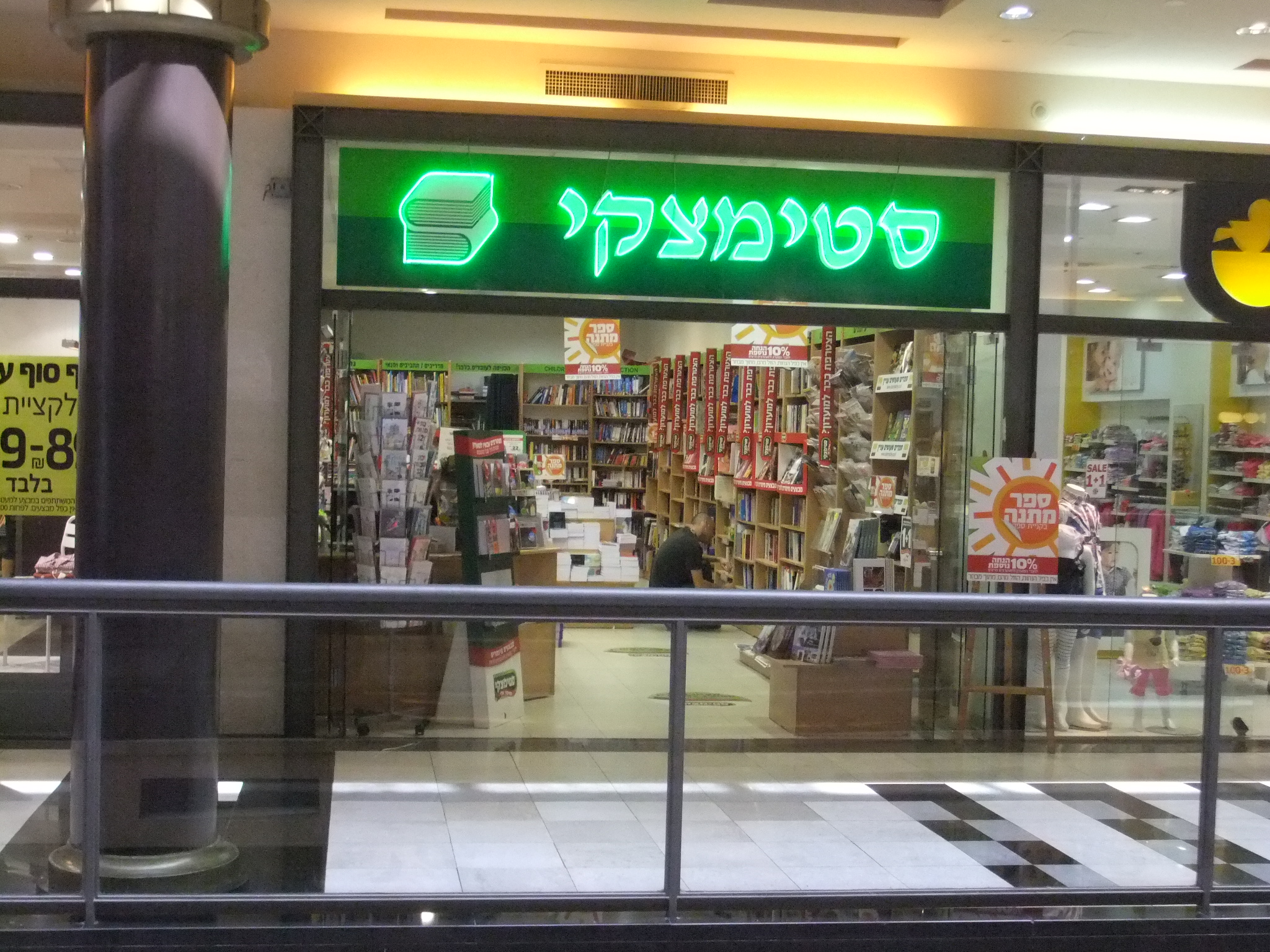
Buchladen von Steimatzky in einem Einkaufszentrum

Steimatzky ist die größte Buchhandelskette in Israel. Das in den 1920er Jahren gegründete Unternehmen verfügt über 138 Buchläden (2020) und 700 Angestellte. Steimatzky hat einen Marktanteil von etwa 40 %.

## Geschichte
Tzvi Steimatzky gründete 1920 in Tel Aviv seinen ersten Buchladen. 1925 eröffnete sein Halbbruder Yechezkel Steimatzky in Jerusalem ein zweites Geschäft und im gleichen Jahr einen weiteren Buchladen in Haifa. 1927 erkannte Steimatzky das große Potenzial für Buchläden im Nahen Osten und eröffnete ein Geschäft in Beirut und während des Zweiten Weltkriegs in Bagdad, Kairo, Alexandria und Damaskus. Mit dem Ausbruch des Palästinakrieges kamen die Expansionspläne zum Stillstand. Die Läden in den arabischen Ländern mussten abgegeben werden.
2004 fusionierte Steimatzky mit dem Verlag Keter Publishing House und wurde 2005 vom israelischen Private-Equity-Unternehmen Markstone Capital Partners übernommen. 2014 übernahm Yafit Greenbergs G Group das Unternehmen von Markstone Capital.